# Basilica maior

Wappenemblem einer Basilica maior: die Schlüssel Petri und das Umbraculum

Als Basilicae maiores (Singular Basilica maior) werden die ranghöchsten römisch-katholischen Kirchen bezeichnet.
Alle anderen Kirchen, die den Titel einer Basilika führen, sind Basilicae minores. Das erste Dokument, das den Begriff Basilica maior benennt, stammt aus dem Jahr 1727.

## Übersicht
Die vier Basilicae maiores, allesamt in Rom, sind:
- die Lateranbasilika San Giovanni in Laterano (Sankt Johannes im Lateran), die Erzbasilika, im Rang den restlichen übergeordnet
- der Petersdom San Pietro in Vaticano (Sankt Peter im Vatikan)
- San Paolo fuori le Mura (Sankt Paul vor den Mauern)
- Santa Maria Maggiore (Groß St. Marien)

Bis 1889 zählte auch Sankt Laurentius vor den Mauern hierzu.
Das Lexikon für Theologie und Kirche führt zudem die Basilika San Francesco und die Santa Maria degli Angeli, beide in Assisi, als Basilicae maiores an, welche den Titel 1754 bzw. 1909 erhalten hätten.

## Merkmale
Die vier Basilicae maiores in Rom tragen (im engeren Sinn) auch den Titel Papstbasilika (italienisch Basilica papale); sie wurden, als Papst Benedikt XVI. 2006 als Symbol der Ökumene und Einheit der Kirche den Titel eines Patriarchen des Westens niederlegte, umtituliert – vorher waren sie Patriarchalbasiliken.
Wie die kleineren Basiliken führen die Basilicae maiores den Padiglione, einen kegelförmigen Seidenschirm, und das Tintinnabulum im Wappen. Der Padiglione diente ursprünglich zum Schutz der Priester und Kantoren bei Prozessionen; das Tintinnabulum ist eine kleine Kirchenglocke. Das Wappen einer Basilica maior unterscheidet sich von dem einer Basilica minor darin, dass der Padiglione bei den Hauptbasiliken gold-purpur gestreift ist.
Die vier Basilicae maiores beherbergen in ihrem Inneren einen Papstthron und einen Papstaltar (altare papale), an dem nur der Papst oder in Ausnahmefällen Bischöfe mit päpstlicher Genehmigung die Heilige Messe feiern dürfen. Die vier römischen Papstbasiliken haben zudem eine Heilige Pforte. Diese Pforten werden in einem eigenen Ritus vom Papst oder von dessen Beauftragtem nur für die Dauer eines Heiligen Jahrs geöffnet und spielen eine wichtige Rolle im Ablasswesen bei der Gewährung von vollkommenen Ablässen. Zusammen mit Sankt Laurentius vor den Mauern, San Sebastiano alle Catacombe und Santa Croce in Gerusalemme bilden die vier päpstlichen Basiliken den Kreis der sieben römischen Pilgerkirchen, deren Besuch früher von Pilgern erwartet wurde.

## Liste der Basilicae maiores
| Kirche                                                                       | Standort                                              | Erhebung (+ Baudaten)                                                                  | Titel (Besonderheiten) | Bild |
| ---------------------------------------------------------------------------- | ----------------------------------------------------- | -------------------------------------------------------------------------------------- | --- | ---- |
| [Ss. Salvatore e] Santi Giovanni [Battista ed Evangelista] (Lateranbasilika) | exterritoriale Besitzungen des Heiligen Stuhls in Rom | ab immemorabili (Patriarchalbasilika seit 4. Jh., Weihe 4. Jh.)                        | Erzbasilika, „Mutter und Haupt aller Kirchen der Stadt Rom und des Erdkreises“, Basilica maior, Papstbasilika, Kathedrale des Bistums Rom (UNESCO-Welterbe) |      |
| San Pietro (Vatikanbasilika, Petersdom)                                      | Vatikanstaat                                          | ab immemorabili (Patriarchalbasilika seit 451, Weihe um 324, heutige Kirche 1506–1626) | Basilica maior, Papstbasilika (UNESCO-Welterbe, eine der größten Kirchen der Welt)                                                                          |      |
| San Paolo fuori le mura                                                      | exterritoriale Besitzungen des Heiligen Stuhls in Rom | ab immemorabili (Patriarchalbasilika seit 4. Jh., Weihe um 324, bis 20. Jh.)           | Basilica maior, Papstbasilika (UNESCO-Welterbe) |      |
| Santa Maria Maggiore                                                         | exterritoriale Besitzungen des Heiligen Stuhls in Rom | ab immemorabili (Patriarchalbasilika seit 4. Jh., Weihe 5. Jahrhundert)                | Basilica maior, Papstbasilika (UNESCO-Welterbe) |      |